# 4106 Nada
4106 Nada је астероид главног астероидног појаса са средњом удаљеношћу од Сунца која износи 2,751 астрономских јединица (АЈ).
Апсолутна магнитуда астероида је 12,0.